# Knox (Name)
Knox ist ein Familienname und männlicher Vorname.

## Herkunft und Bedeutung
Knox ist ursprünglich ein Familienname aus Schottland aus dem schottisch-gälischen cnoc, was so viel wie kleiner Hügel bedeutet.

## Namensträger

### Vorname
- Knox Martin (1923–2022), US-amerikanischer Bildhauer und Maler
- Knox Ramsey (1926–2005), US-amerikanischer American-Football-Spieler

### Familienname
- Alan G. Knox (Alan Glasgow Knox, * 1950), nordirischer Ornithologe
- Alexander Knox (Theologe) (1757–1831), irischer anglikanischer Theologe
- Alexander Knox (Schauspieler) (1907–1995), kanadischer Schauspieler
- Alfred Knox (1870–1964), britischer Militärattaché
- Amanda Knox (* 1987), Angeklagte im Mordfall Meredith Kercher und US-amerikanische Buchautorin
- Archie Knox (* 1947), schottischer Fußballspieler und -trainer
- Barbara Knox (* 1933), britische Schauspielerin
- Bernard MacGregor Walker Knox (1914–2010), US-amerikanischer Klassischer Philologe
- Betty Knox (1906–1963), US-amerikanische Tänzerin und Journalistin
- Bill Knox (1928–1999), schottischer Schriftsteller und Journalist
- Bobby Knox (1946–2006), englischer Fußballspieler
- Bronwen Knox (* 1986), australische Wasserballspielerin
- Buddy Knox (1933–1999), US-amerikanischer Rockabilly-Sänger und Songwriter
- Charles Knox (1817–1895), US-amerikanischer Unternehmer
- Charles Edmond Knox (1846–1938), britischer Generalleutnant
- Chuck Knox (1932–2018), US-amerikanischer Footballtrainer
- David Knox (* 1963), australischer Rugby-Union-Spieler
- Dawson Knox (* 1996), US-amerikanischer American-Football-Spieler
- Deborah Knox (* 1968), schottische Curlerin
- Dillwyn Knox (1884–1943), britischer Codeknacker
- Edmund George Knox (1881–1971), britischer Schriftsteller und Herausgeber
- Elyse Knox (1917–2012), US-amerikanische Schauspielerin
- Emma Knox (* 1978), australische Wasserballspielerin
- Finlay Knox (* 2001), kanadischer Schwimmer
- Frank Knox (1874–1944), US-amerikanischer Politiker und Verleger
- Garth Knox (* 1956), irischer Bratschist und Komponist
- Geoffrey Knox (1884–1958), britischer Diplomat
- Geoffrey Knox (Tennisspieler), australischer Tennisspieler
- Harley E. Knox (1899–1956), US-amerikanischer Politiker
- Harold Knox-Shaw (1885–1970), britischer Astronom
- Harry Knox (1873–1971), britischer General
- Henry Knox (1750–1806), US-amerikanischer Buchhändler, General und Politiker
- James Knox (Politiker) (1807–1876), US-amerikanischer Politiker
- James Knox (Radsportler) (* 1995), britischer Radrennfahrer
- James Robert Knox (1914–1983), australischer Geistlicher, Erzbischof von Melbourne
- Jimmy Knox (* 1935), schottischer Fußballspieler
- Johann Georg Sebastian Knox, österreichischer Steinmetzmeister
- John Knox (um 1514–1572), schottischer Reformator
- John Knox (Maler) (1778–1845), schottischer Landschaftsmaler
- John Knox (Theologe) (1901–1990), US-amerikanischer Theologe (Neutestamentler)
- John Knox (Fußballspieler) (* 1984), schottischer Fußballspieler
- John C. Knox (1881–1966), US-amerikanischer Jurist
- John T. Knox (1924–2017), US-amerikanischer Politiker und Anwalt
- Kevin Knox (* 1999), US-amerikanischer Basketballspieler
- Kittie Knox (1874–1900), US-amerikanische Radsportlerin
- MacGregor Knox (* 1945), US-amerikanischer Historiker
- Matthias Knox (1645–1688), österreichischer Steinmetzmeister und Bildhauer des Barock
- Mickey Knox (1921–2013), US-amerikanischer Schauspieler und Dialogautor
- Mona Knox (1929–2008), US-amerikanische Filmschauspielerin und Model
- Nathan Knox (* 1981), neuseeländischer Fußballspieler
- Omari Knox (* 1986), US-amerikanisch-deutscher Basketballspieler
- Paul Knox (1933–2022), kanadischer Eishockeyspieler
- Philander C. Knox (1853–1921), US-amerikanischer Jurist und Politiker
- Robert Knox (Seefahrer) (1641–1720), englischer Seefahrer und Entdecker
- Robert Knox (Mediziner) (1791–1862), schottischer Anatom
- Robert Knox (Schauspieler) (1989–2008), britischer Schauspieler
- Robin Knox-Johnston (* 1939), britischer Einhandsegler
- Ronald Knox (1888–1957), britischer Theologe, Priester, Satiriker und Kriminalschriftsteller
- Samuel Knox (1815–1905), US-amerikanischer Politiker
- Steven Knox (* 1974), englischer Fußballspieler
- Steven T. Knox (* 1974), englisch-schottischer Cricketspieler
- Terence Knox (* 1946), US-amerikanischer Schauspieler
- Thomas George Knox (1824–1887), britischer Offizier und Diplomat in Siam
- Thomas Malcolm Knox (1900–1980), britischer Philosoph
- Thomas Wallace Knox (1835–1896), US-amerikanischer Reiseschriftsteller
- Tommy Knox (* 1939), schottischer Fußballspieler
- Uchter Knox, 5. Earl of Ranfurly (1856–1933), Gouverneur von Neuseeland
- Victor A. Knox (1899–1976), US-amerikanischer Politiker
- William Knox (Fußballspieler), schottischer Fußballspieler
- William Knox (1928–1999), schottischer Schriftsteller und Journalist, siehe Bill Knox
- William Knox D’Arcy (1849–1917), englischer Rechtsanwalt und Unternehmer
- William F. Knox (1874–1944), US-amerikanischer Politiker und Verleger, siehe Frank Knox
- William Jess Knox, bekannt als Willie Knox (* 1937), schottischer Fußballspieler
- William Shadrach Knox (1843–1914), US-amerikanischer Jurist und Politiker
- William W. Knox (1911–1981), US-amerikanischer Jurist
- Willie Knox (* 1937), schottischer Fußballspieler

## Pseudonym
- Knox (Zeichner) (1948–2022), Pseudonym von Bernd Knochenhauer, deutscher Autor und Zeichner
- Knox (Musiker) (* 1945), Pseudonym von Ian Milroy Carnochan, britischer Musiker